# Sąd Komisji Edukacji Narodowej

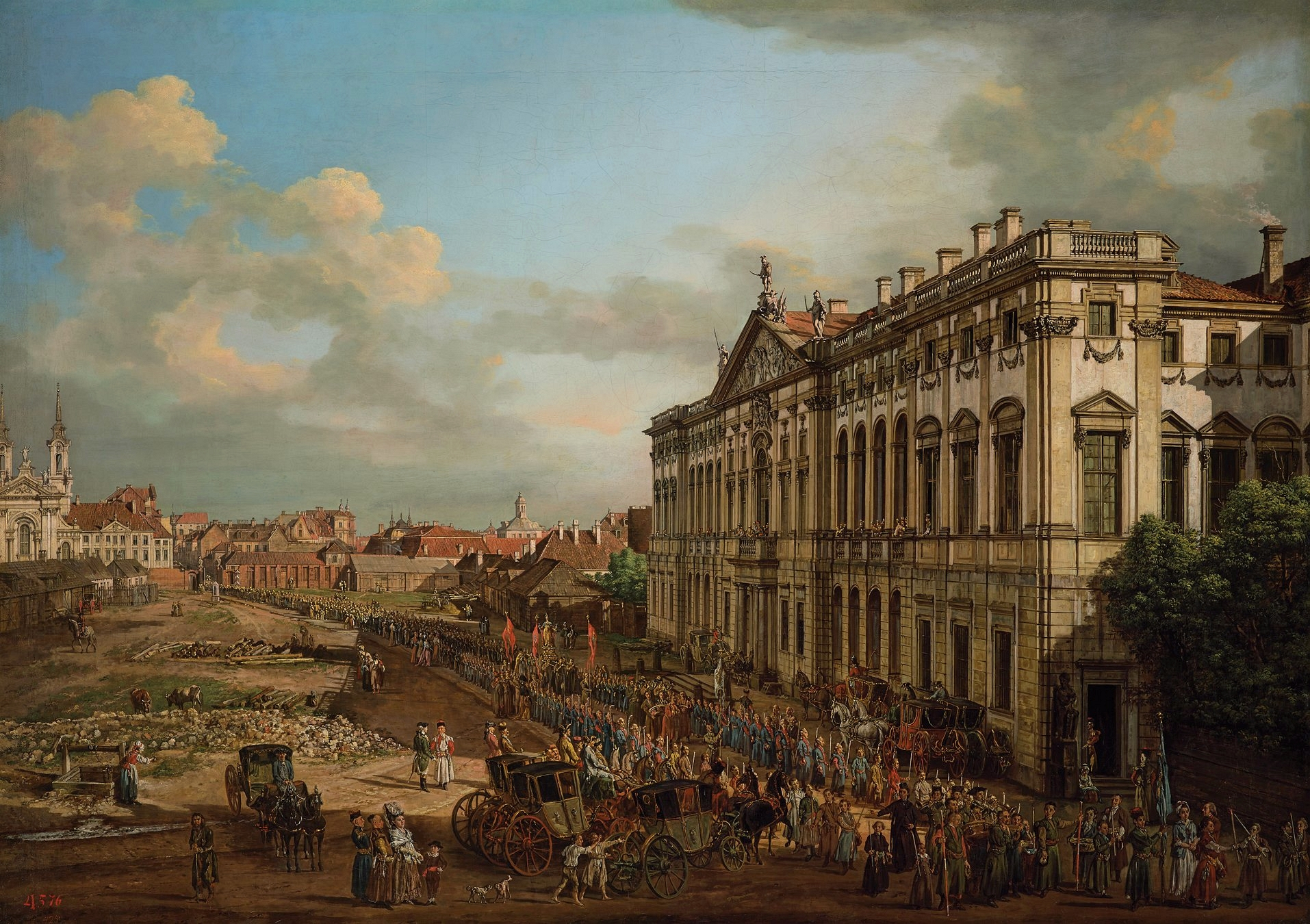
Pałac Krasińskich, siedziba Sądu KEN, na obrazie Bernarda Belotta

Sąd Komisji Edukacji Narodowej – organ Komisji Edukacji Narodowej, która na mocy konstytucji sejmowej „Edukacja Narodowa” z 12 października 1776 przejęła niektóre kompetencje Komisji Sądowych obu prowincji w sprawach dóbr po skasowanym zakonie jezuitów. Sąd rozpoczął działalność 1 lutego 1778 na mocy ordynacji wydanej 20 listopada 1776.
W skład sądu wchodziło dwunastu komisarzy, lecz dla ważności wydawanych orzeczeń wymagana była jedynie obecności pięciu. Do właściwości Sądu KEN należały sprawy funduszu edukacyjnego, odsetki od dóbr i sum na dobrach, szkody w dobrach funduszowych oraz sprawy dyscyplinarne w akademiach i szkołach publicznych. Nie objęła ona natomiast spraw granicznych, uczynkowych (facti) i zbiegłych poddanych. Dekrety Sądu KEN, jako sądu ostatniej instancji (ultimae instantiae), miały moc równą orzeczeniom Trybunału Koronnego i nie przysługiwało od nich odwołanie. Komisja Edukacji Narodowej zyskała także prawo wydawania ordynacji swojego sądu, które ogłaszane były w formie królewskich uniwersałów.

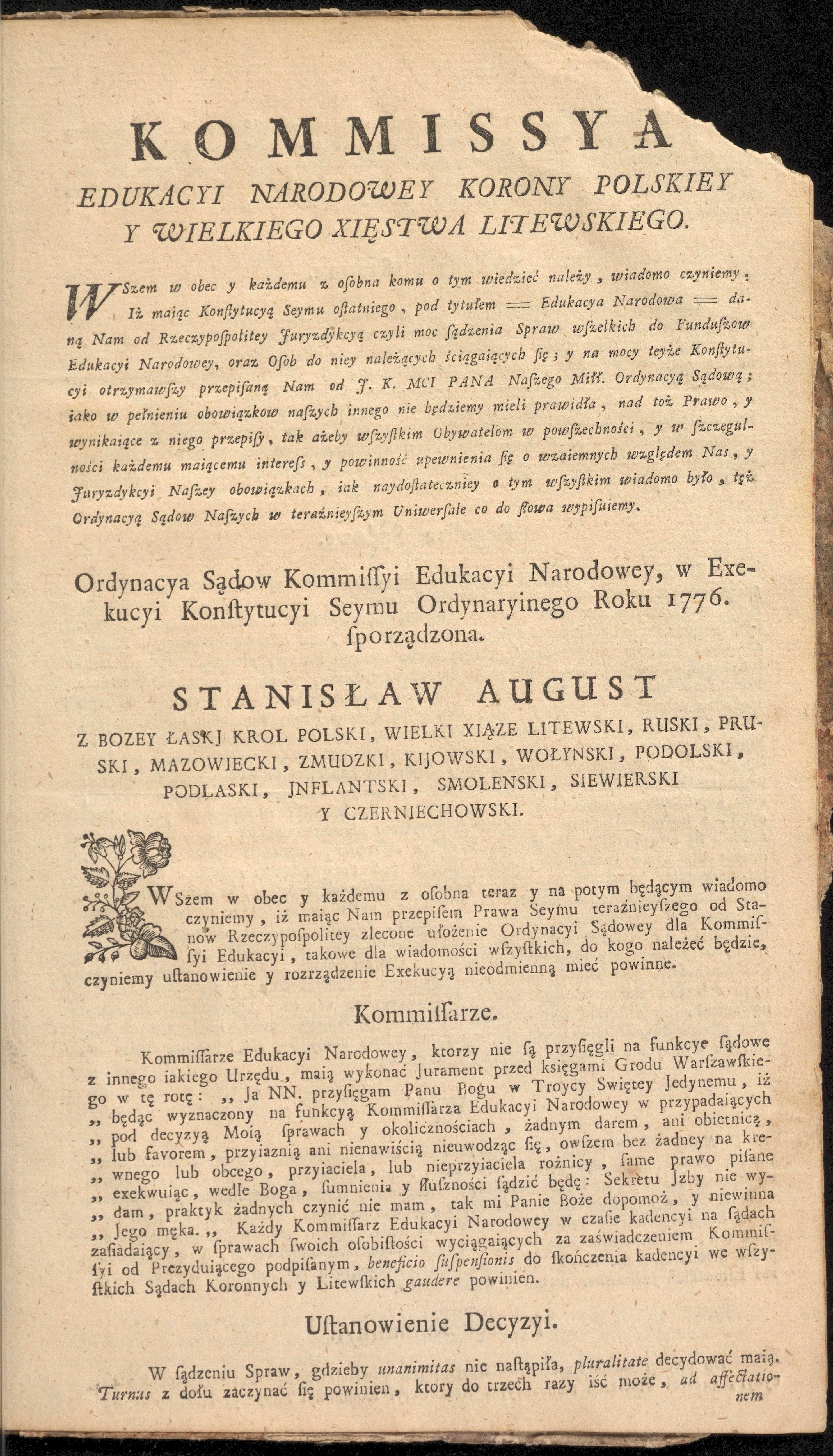
Uniwersał zawierający ordynację Sądu Komisji Edukacji Narodowej z 1776

Niemal cała spuścizna aktowa tego sądu, przechowywana w Archiwum Edukacji Narodowej, spłonęła podczas drugiej wojny światowej.
Dekrety miały zapadać jednogłośnie, lecz w niektórych przypadkach wystarczała zwykła większość. Sąd rozpoznał sprawy z Korony i Wielkiego Księstwa odrębnie na dwóch kadencjach sądowych. Kadencja koronna zaczynała się 1 lutego i kończyła 30 kwietnia, a litewska odpowiednio 1 października i 31 grudnia. Poza kadencjami sądzone były jedynie sprawy o zwłokę w zapłacie dochodów z dóbr funduszowych oraz rozliczenia z lustratorami. Personal kancelarii sądowej składał się z pisarza oraz dwóch pisarzy kadencyjnych (dekretowych), koronnego i litewskiego. Pisarze mieli prawo do zasiadania w sądzie z głosem doradczym, lecz byli zobowiązani do złożenia przysięgi. Do ułożenia jej roty, taksy opłat kancelaryjnych oraz zatrudnienia niższych urzędników kancelaryjnych uprawniona była Komisja Edukacji Narodowej.